# Portada/article novembre 14

## Arrel cúbica
En matemàtiques, una arrel cúbica o arrel tercera d'un nombre és aquella quantitat que multiplicada dues vegades per ella mateixa dona una quantitat determinada, de la qual és l'arrel. En notació matemàtica s'escriu {\displaystyle {\sqrt[{3}]{x}}} o x1/3, és un nombre a tal que a3 = x.
L'arrel cúbica real y d'un nombre real x es pot interpretar com la longitud que ha de tenir l'aresta d'un cub per tal que el cub tingui un volum de x unitats. D'aquí ve el nom d'arrel cúbica.